# 涌谷町立涌谷第一小学校
涌谷町立涌谷第一小学校（わくやちょうりつ わくやだいいちしょうがっこう）は、宮城県遠田郡涌谷町にある公立小学校。

## 概要
涌谷第一小学校は「日本初の産金の地」宮城県涌谷町の小学校。1873年（明治6年）第七大学区第二中学区遠田郡馬場谷地村第三十四番小学校として光明院に設立。以来、馬場谷地小学校、涌谷尋常高等小学校、涌谷国民学校、涌谷小学校そして涌谷第一小学校と歴史を刻み、令和5年に開校150年を迎えた。近くを清流・江合川が流れ、県北随一の桜の名所・城山公園と天守閣を模した町立史料館を眺めることができる。校歌にも歌われる「清き自然」の中で、「チームわくイチ!」「もっと魅力ある行きたくなる涌一小」を合言葉に教育活動を進めている。

## 沿革
- 1873年（明治06年）7月1日 第7大学区第2中学区馬場谷地村三十四番小学校として光明院に開設。
- 1880年（明治13年） 馬場谷地村周辺13校のため高等科を設立。
- 1885年（明治18年） 三十軒簡易学校開設。
- 1886年（明治19年） 第1校舎落成。馬場谷地、涌谷両村学区組合涌谷小学校男子部となる。女子部を元涌谷に置く。
- 1889年（明治22年） 上郡・小塚・三十軒各校を分教場とする。
- 1900年（明治33年） 学区組合をとき、涌谷尋常高等小学校とする。田沼尋常小学校設置。
- 1904年（明治37年） 義務教育6か年となる。校旗制定。
- 1910年（明治43年） 大水害のため2階教室を避難・炊き出し場とする。
- 1911年（明治44年） 田沼尋常小学校を併合。
- 1912年（大正元年） 第2校舎増築。
- 1924年（大正13年） 講堂及び増築校舎落成。
- 1925年（大正14年） 校歌制定(作詞:白鳥省吾・作曲:ハインリッヒ・ヴェルクマイスター)。
- 1928年（昭和03年） 昭和記念文庫開設。校章制定。
- 1933年（昭和08年） 昭和記念文庫が文部大臣から表彰される。
- 1935年（昭和10年） 青年学校を併設。
- 1941年（昭和16年） 涌谷国民学校と改称。2階6教室増設。
- 1944年（昭和19年） 東京都杉並区桃井第一国民学校児童集団疎開(昭和20年11月帰京)。
- 1946年（昭和21年） 涌谷中学校を発足し、第3校舎使用。
- 1948年（昭和23年） 町村合併により涌谷町立涌谷第一小学校と改称。学校給食開始。
- 1950年（昭和25年） 宮城県指定一般教科の公開研究を行う。
- 1951年（昭和26年） 上郡分校が涌谷第三小学校として独立。
- 1961年（昭和36年） 宮城県指定修学旅行の公開を行う。
- 1962年（昭和37年） 校舎新築工事開始。第1期工事完了。
- 1963年（昭和38年） 校舎新築工事第2期工事完了。特殊学級開設。古川管内教育研究会指定「音楽・体育公開研究会」開催。
- 1964年（昭和39年） 校舎新築工事第3期工事完了。校舎新築工事完成。
- 1966年（昭和41年） 校舎前庭園完成。文部省指定「道徳教育研究会」開催。
- 1967年（昭和42年） 給食センター完成。完全給食開始。
- 1968年（昭和43年） 明治100年記念植樹。講堂内部改装。講堂前花壇増設。
- 1969年（昭和44年） プール新設。
- 1970年（昭和45年） 植物園造成。金管楽器購入。
- 1971年（昭和46年） 三十軒分校を統合し、スクールバスを運行。交通安全教育センター設置。
- 1972年（昭和47年） 養護学級2学級開設。開校100周年記念式典挙行。体育館落成。
- 1973年（昭和48年） 自然植物園造成。扇谷文庫開設。県社会福祉協議会より福祉教育普及校の指定を受ける。
- 1974年（昭和49年） ことばの教室開設。福祉教育普及校実践発表。
- 1975年（昭和50年） 放送設備更新。PTAが日本PTA全国協議会より表彰を受ける。
- 1976年（昭和51年） 3階教室に照明設備設置。3階に集会室設置。
- 1977年（昭和52年） 各階に水飲み場設置。1・2階に照明設備設置。
- 1978年（昭和53年） 東西庭園を造成。プール浄化装置改修。
- 1980年（昭和55年） 東校舎完成(音楽室,視聴覚室,ことばの教室,図書室,図工室,家庭科室)。
- 1981年（昭和56年） 校舎改修。学校園造成。
- 1982年（昭和57年） 学校花壇コンクール優良賞受賞。自転車置場設置。少年消防クラブ結成。
- 1983年（昭和58年） 築山遊具整備。プール改修工事。
- 1984年（昭和59年） 宮城県音楽研究大会開催。統計教育実践により文部省表彰。
- 1985年（昭和60年） 校舎大規模改修工事。給食配膳室設備設置。学校花壇コンクール県特選賞受賞。
- 1986年（昭和61年） 全国花いっぱい運動県最優秀賞受賞。ベルマーク収集200万点到達。
- 1987年（昭和62年） 小鳥の家建設。学校花壇コンクール県特選賞受賞。全国花いっぱい運動。県優良賞受賞。
- 1988年（昭和63年） 校内放送設備更新。全国花いっぱい運動県優秀賞受賞。『ことわざ集』発刊。
- 1989年（平成元年） 全国花いっぱい運動県最優秀賞受賞。学校花壇コンクール県特選賞受賞。地域ぐるみ生徒指導推進モデル地区指定。
- 1990年（平成02年） 歴史の部屋設置。宮城県歯科医師会『よい歯の学校表彰』受賞。
- 1991年（平成03年） 町内小学校水泳大会男女総合優勝。全国花いっぱい運動県優秀賞受賞。
- 1992年（平成04年） 町内小学校水泳大会男女総合優勝。ベルマーク収集300万点突破の表彰を受ける。
- 1993年（平成05年） 全国花いっぱい運動県最優秀賞受賞。町内小学校水泳大会男女総合優勝。
- 1994年（平成06年） 県教委指定算数科公開研究会開催。学校花壇コンクール県優秀賞受賞。
- 1995年（平成07年） 古川管内教育研究会自主公開「コンピュータを用いての学習指導」。特別音楽クラブがマーチングバンド東北大会に出場。
- 1996年（平成08年） 本校舎大規模改修工事。NTTよりこねっとプラン寄贈。平成8・9年度文部省マルチメディア国際交流研究推進研究指定。
- 1997年（平成09年） 文部省指定マルチメディア国際交流推進研究2年目の実践。CD-ROM製作。日本学校体育健康センター委嘱健康教育地域指定自主公開研究公開。マーチングバンド全国大会(神戸・前橋)に出場、優秀賞およびグッド・サウンド賞受賞。全国花いっぱい運動県優秀賞受賞。
- 1998年（平成10年） マルチメディア国際交流推進研究により、時事通信社より教育奨励賞を受賞。マーチングバンド東北大会(天童。仙台)に出場。ベルマーク収集400万点突破表彰。全国花いっぱい運動県優秀賞受賞。体育館改修工事。
- 1999年（平成11年） マーチングバンド東北大会(仙台)に出場、優秀賞受賞。全国花いっぱい運動県優秀賞受賞。体育館幕取付。
- 2000年（平成12年） マーチングバンド東北大会(利府町・岩手県滝沢村)に出場、優秀賞およびグッド・サウンド賞受賞。県教委指定「心をはぐくむ教育活動推進校」実践発表。
- 2001年（平成13年） マーチングバンド東北大会(秋田市)に出場、グッド・サウンド賞受賞。同全国大会(神戸市)に出場、優秀賞受賞。職員用駐車場(旧給食センター跡地)を新設。
- 2002年（平成14年） マーチングバンド東北大会(天童市)出場。県学校花壇コンクール優良賞および鈴木長治賞受賞。風の子消防クラブ感謝状受賞(宮城県知事)。
- 2003年（平成15年） 平成14・15年度文部科学省指定「幼・小連携に関する総合的調査研究」公開授業。宮城県北部連続地震により体育館が9月中旬まで使用不能になる。コンピュータ42台更新、コンピュータ室・わくわく図書室等整備。
- 2004年（平成16年） 体育館補修。掲揚塔建て替え。築山(虹の山)補修。
- 2005年（平成17年） 1階東側トイレ改修工事。
- 2006年（平成18年） 5・6年生に一部教科担任制導入。東校舎渡り廊下改修。ベルマーク収集500万点突破の表彰。プルタブ回収により車いす1台を涌谷町社会福祉協議会へ贈呈。
- 2007年（平成19年） 全国学力調査参加。海外派遣団(韓国)。国語力向上モデル事業(平成19・20年度文部科学省研究指定)研究中間発表会実施。小学校教科担任制モデル事業(平成19〜21年度)。マーチングバンド全国大会(大阪 金賞)に出場。
- 2008年（平成20年） 韓国仁川初等学校訪朝団来校。国語力向上モデル事業研究発表会公開。マーチング バンド全国大会(幕張メッセ)に出場、金賞受賞。
- 2009年（平成21年） 涌谷町言語力向上研究会自主公開。プール内面塗装工事。マーチングバンド全国大会に出場、大阪大会および埼玉大会で金賞受賞。
- 2010年（平成22年） 平成22年度学力向上サポートプラグラム事業(算数)指定校。マーチングバンド東北大会(仙台市)に出場。
- 2011年（平成23年） 東日本大震災により体育館・東校舎渡り廊下等被害。災害復旧工事で体育館床全面張替・外壁補修、東校舎渡り廊下等改修。マーチンングバンド東北大会に出場、岩手県奥州市大会で金賞、山形県天童市大会で優秀賞受賞。
- 2012年（平成24年） 宮城県教育委員会指定志教育支援事業「実践事例発表会」会場校となり、授業提供。マーチングバンド東北大会(宮城郡利府町)に出場し、優秀賞受賞。マーチングバンド全国大会(大阪府大阪市)に出場し、銀賞受賞。プール濾過機交換。体育館緞帳新調。
- 2013年（平成25年） 学力向上サポートプログラム事業(国語科)指定、自主公開研究会開催。マーチングバンド東北大会に出場し、宮城郡利府町大会で優秀賞、秋田県大会で銀賞受賞。
- 2014年（平成26年） 宮城県教育委員会学力向上研究指定校推進事業中間公開研究会開催。マーチングバンド東北大会に出場し、宮城郡利府町大会で優秀賞、福島県大会で銀賞受賞。
- 2015年（平成27年） 学力向上研究指定校事業中間公開研究会開催。マーチングバンド全国大会に出場し、銀賞受賞。体育館屋根全面改修工事。
- 2016年（平成28年） 学力向上研究指定校事業公開研究会開催。プールフェンス改修工事。マーチングバンド東北大会(宮城郡利府町)に出場し、優秀賞受賞。
- 2017年（平成29年） 涌谷町認定自主公開研究会開催。県学力向上サポートプログラム事業(算数科)指定 。マーチングバンド東北大会(宮城郡利府町)に出場し、銀賞受賞。
- 2018年（平成30年） 涌谷町認定自主公開研究会開催。マーチングバンド東北大会に出場し、金賞受賞。
- 2019年（令和元年） マーチングバンド東北大会に出場し、ヤマハ賞受賞。職員駐車場整備。外トイレ新設。
- 2020年（令和02年） 新型コロナウイルス感染症拡大防止のため臨時休校(6月再開)。マーチングバンド東北大会に出場し、銀賞受賞。GIGAスクール工事。ベルマーク600万点達成。
- 2021年（令和03年） タブレットを使った授業の本格的開始(GIGAスクール構想)。マーチングバンド全国大会(大阪城ホール)に出場し、銅賞受賞。
- 2022年（令和04年） マーチングバンド全国大会(さいたまスーパーアリーナ)に出場し、銀賞受賞。プール改修工事完了。
- 2023年（令和05年） 開校150周年記念式典挙行。エアコン設置工事完了。マーチングバンド東北大会に出場し、宮城県大会で銀賞、青森県大会で銀賞受賞。
- 2024年（令和06年） 宮城県教育委員会「市町村教育委員会との連携による学校サポート事業」指定。マーチングバンド東北大会(宮城県)に出場し、銀賞受賞。

## 学区
宮城県涌谷町の南西に位置し，江合川の南側の地域が学区となっている。学区は東側で石巻市、西側で美里町と接している。学区内をJR石巻線と国道108号、国道346号が通っており交通の利便性が高く、国道沿いにはロードサイド店も立ち並んでいる。学区は２５地区に分かれ，町中心部の商店街と世界農業遺産「大崎耕土」を構成する豊かな田園が広がる農業地域からなっている。学区西部及び東部の地区の児童はスクールバスや町民バスを利用して通学している。　

## 周辺
- 涌谷町役場
- 涌谷町公民館
- 涌谷町勤労福祉センター
- 涌谷駅
- 遠田警察署涌谷幹部交番

## アクセス
- JR東日本
  - 古川駅から30分 （陸羽東線石巻線経由）
  - 小牛田駅から10分（石巻線経由）
  - 涌谷駅から徒歩10分

- 車利用の場合
  - 東北道古川ICから40分（国道108号経由）
  - 三陸道松島北ICから40分（国道346号経由）